# Jimmy Webb (grimpeur)
Pour les articles homonymes, voir Webb et Jimmy Webb.
Pas d'image ? Cliquez ici
James « Jimmy » Webb, né en 1987, est un grimpeur professionnel américain, spécialiste de l'escalade de bloc. Webb se consacre au bloc en extérieur plutôt qu'à la compétition. Il fait partie en 2016 des très rares grimpeurs ayant ouvert des blocs au niveau de difficulté extrême 8C/8C+.

## Réalisations
Jimmy Webb a réalisé le 15 décembre 2018 la première répétition de "Sleepwalker", et propose la cotation V16 (ou 8C+ selon le mode de cotation). Ce niveau de cotation n'avait encore jamais été attribué aux Etats-Unis. En septembre 2018, il réalise la sixième ascension de "Dreamcatcher" (9a), célèbre ligne ouverte par Chris Sharma en 2005.